# Al-Wakra
Al-Wakra (arabsky: الوكرة‎) je hlavní město stejnojmenné správní jednotky Kataru. Východní okraj al-Wakry tvoří břehy Perského zálivu, bezprostředně na sever od města se rozkládá hlavní město Kataru Dauhá. Město, kterému vládne šejk Abdulrahman bin Jassim at-Thání, bylo původně malou rybářskou a perlařskou vesnicí. V průběhu let se stalo druhým největším městem země, v němž žije přes 80 000 obyvatel.
Od přelomu 20. a 21. století prochází rozsáhlým rozvojem a růstem, zároveň do něj na severu zasahuje rychle se rozvíjející Dauhá. K významným milníkům v novodobé historii města patří otevření stadionu Al Janoub v květnu 2019, který bude dějištěm Mistrovství světa ve fotbale v Kataru 2022, otevření vesnice Al Wakrah Heritage Village v roce 2016, projekt hlavní silnice Al Wakrah, který byl dokončen v roce 2020, a začlenění města do červené linky metra v Dauhá.